# Mohammad Aslam Watanjar
Mohammad Aslam Watanjar (* 1946 in Zurmat, Paktia; † 24. November 2000 in Odessa, Ukraine) war ein afghanischer Politiker und General.

## Leben
Watanjar spielte eine wichtige Rolle bei der Saurrevolution im Jahr 1978. Später war er Mitglied des Politbüros der Demokratischen Volksrepublik Afghanistan. Er war ethnischer Paschtune aus dem Stamm der Ghilzai  aus Zurmat in Paktia. Nach seinem Abschluss an der Militärakademie in Kabul wurde er Panzeroffizier. 1973 war er am Sturz des Königs Zahir Schah und der Ausrufung der Republik Afghanistan beteiligt. Während der Saurrevolution war Oberst Watanjar Oberbefehlshaber der Bodentruppen. Watanjar war auch verantwortlich für die Radio-Durchsage über Kabul, in der Sprache Paschtu, in der er verkündete, dass ein Revolutionsrat der Streitkräfte gegründet worden war, mit Oberst Abdul Qadir Dagarwal  an der Spitze. Nach dem Putsch wurde Watanjar stellvertretender Ministerpräsident und Minister für Kommunikation. Später war er nacheinander als Minister des Inneren und der Verteidigung tätig.
Der Aufstand in Herat leitete auch eine neue Runde im internen Machtkampf des afghanischen Regimes ein. Um den Vorwürfen einer schwachen Leistung der militärischen Führung entgegenzutreten, ernannte Nur Muhammad Taraki  Watanjar schließlich zum Verteidigungsminister. 
Watanjars Umzug, das Verteidigungsministerium zu übernehmen, war eine nachweisbare Nutzung von Amins Sicherheitslücke in der Folge die Mängel der Armee zu beseitigen. Doch im Juli 1979 wurde er unter Hafizullah Amin entlassen, da er ein Sympathisant von Taraki gewesen sei soll.
Aslam Watanjar tat sich mit Asadullah Sarwari, Gulabzoy und andere Khalqis zusammen, um Hafizullah Amin zu stürzen.
Außer Sarwari, der aus der Provinz Ghazni stammt, waren die anderen aus Paktia. Sie hatten Einfluss auf die Armee, die von einer beträchtlichen Anzahl aus Personen aus Paktia bestand.
Bis zum Bruch mit Amin, war Sarwari Leiter der Intelligence Department (AGSA), während die anderen Minister. Auf den ersten Blick enge Freunde von Amin waren, wandten sie später jedoch gegen ihn.
Nach der Sowjetischen Invasion 1979 wurde er Mitglied des Zentralkomitees und des Revolutionsrats. Er wurde zum Minister für Kommunikation ernannt. Im Juni 1981 wurde er in das Politbüro aufgenommen.
Später war er nacheinander als Innenminister und Verteidigungsminister tätig.
Er leitete auch die offizielle afghanische Delegation nach Baikonur, in seiner Position als Kommunikationsminister und Mitglied des regierenden Politbüros.
Von März 1990 bis April 1992 war er wieder Verteidigungsminister.
Die Kämpfe zwischen den beiden rivalisierenden Fraktionen der Parcham und Khalq begann, als Ahmad Shah Massouds Streitkräfte schnell die Oberhand gewinnen konnten. Nach dem Fall von Kabul und dem Zusammenbruch von Präsident Najibullahs-Regierung, verließ er das Land.
Er starb am 24. November 2000 in Odessa, Ukraine an Krebs.